# Стари Мајдан
Стари Мајдан је насељено мјесто у саставу општине Сански Мост, Федерација Босне и Херцеговине, БиХ.

## Становништво
| Националност       | 1991.          | 1981.          | 1971.          |
| Муслимани          | 1.022 (84,32%) | 1.103 (82,31%) | 1.234 (79,10%) |
| Хрвати             | 98 (8,08%)     | 103 (7,68%)    | 143 (9,16%)    |
| Срби               | 55 (4,53%)     | 95 (7,08%)     | 142 (9,10%)    |
| Југословени        | 23 (1,89%)     | 28 (2,08%)     | 6 (0,38%)      |
| остали и непознато | 14 (1,15%)     | 11 (0,82%)     | 35 (2,24%)     |
| Укупно             | 1.212          | 1.340          | 1.560          |

## Историја
Црква у Старом Мајдану изграђена је 1864. од дрвета.Периодика ➜ Босанска вила : лист за забаву, поуку и књижевност ➜ Бр. 27/28, септембар 1892.